# モントリオール議定書
モントリオール議定書（モントリオールぎていしょ、英: Montreal Protocol on Substances that Deplete the Ozone Layer）は、ウィーン条約（オゾン層の保護のためのウィーン条約）に基づき、オゾン層を破壊するおそれのある物質を指定し、これらの物質の製造、消費および貿易を規制することを目的とし、1987年にカナダで採択された議定書。
正式名は「オゾン層を破壊する物質に関するモントリオール議定書」。事務局はケニアのナイロビにある国連環境計画（UNEP）。

## 概要
1987年に採択。1989年に発効。毎年、議定書の締約国会議が開かれ、1990年（ロンドン改正）、1992年（コペンハーゲン改正）、1997年（モントリオール改正）、1999年（北京改正）、2016年（キガリ改正）と段階的に規制強化が図られている。
この議定書により、特定フロン、ハロン、四塩化炭素などは、先進国では1996年までに全廃（開発途上国は2015年まで）、同議定書のキガリ改定によりその他の代替フロンも先進国は、2020年までに全廃（開発途上国は原則的に2030年まで）することが求められた。
日本では1988年に、「オゾン層保護法」を制定し、フロン類の生産および輸入の規制を行っている。
日本もキガリ改正には、2018年12月18日に批准し、65番目の批准国となる。同改正は2019年1月1日より発効している。

## 規制対象物質
- クロロフルオロカーボン (CFC)
- ハロン
- 四塩化炭素
- 1,1,1-トリクロロエタン
- ハイドロクロロフルオロカーボン (HCFC)
- ハイドロブロモフルオロカーボン
- 臭化メチル
- ブロモクロロメタン
- ハイドロフルオロカーボン(HFC)、通称代替フロン

### キガリ改正
2019年1月1日、議定書のキガリ改正が発効された。キガリ改正の下で、各国は今後30年間で代替フロンとも呼ばれるハイドロフルオロカーボン（HFC）の使用を80％以上削減することを約束した。2018年12月27日までに、65カ国がキガリ改正を批准した。日本も2018年12月18日に批准。 代替フロンの段階的廃止は、よりエネルギー効率の高い冷却装置を再設計することで実現可能である。主に先進国で製造された代替フロンは、CFCおよびHCFCに代わるものである。代替フロンはオゾン層に害を及ぼさない。代替フロンはCFCやHCFCのように塩素を含まないからである。しかし、代替フロンは温室効果ガスであり、地球温暖化係数（GWP）が高く、CFCやHCFCと同程度である。
7年間の交渉の後、2016年10月にルワンダ共和国の首都キガリで開催された第28回モントリオール議定書会議で、キガリ改正は代替フロンをモントリオール議定書に基づく規制対象として締約国により採択された。中国、ブラジル、南アフリカを含む発展途上国のグループは、2045年までに、代替フロンの使用量を2020年から2022年にかけての平均値の80％削減することを義務付けられている。インドと他のいくつかの発展途上国 - イラン、イラク、パキスタン、そしてサウジアラビアとクウェートのようないくつかの石油経済に依存する国 - は、2024年から26年の代替フロンのそれらの平均値の85％を2047年までに削減する。
2017年11月17日には、キガリ改正の発効が可能となる批准国20か国を超え、2019年1月1日に同改正が発効することが決まる。

## 議定書の効果
2023年1月9日、国際連合の専門家委員会が提出した報告書によれば、モントリオール議定書によりオゾン層の破壊物質は1989年と比較して99%減少。オゾン層は世界のほとんどの地域で2040年、北極では2045年、南極でも2066年には、1980年のレベルまで回復することが報告された。